# قتال السامبو
سامبو (بالإنجليزية: Sambo)(بالروسية: Самбо) طوره الجيش الاحمر في العشرينيات ويحتوي على بعض التقنيات من فنون القتال المختلفة مثل الجودو الياباني، والملاكمة، والمصارعة الحرة، والمصارعة الكازاخستانية، والمصارعة الاوزباكستانية والمنغولية والأرمينية والاذريبيجانية. وفي عام 1938، تم الاعتراف بها كرياضة رسمية من قبل اللجنة الرياضية لاتحاد الجمهوريات الاشتراكية السوفياتية.

## الأنماط
فيما يلي التنسيقات الرئيسية التي يعترف بها الاتحاد الدولي للسامبو:
- رياضة السامبو أو مصارعة السامبو (بالإنجليزية: Sambo Wrestling) تشبه من حيث الأسلوب المصارعة القديمة والجودو لكن مع بعض الاختلافات في القواعد والبروتوكول والزي الرسمي، على عكس الجودو يسمح السامبو بأنواع مختلفة من أقفال الساق مع عدم السماح بالخنق، كما أنه يركز على الرمي مع القليل من القيود على الإمساك والرفع. السامبو هو أسلوب دولي لمصارعة الهواة معترف به من قبل UWW في عام 1966.[5]
- قتال سامبو (بالإنجليزية: Combat sambo) يستخدمه الجيش، ويشبه فنون القتال المختلطة، حيث يسمح باللكمات والركلات، وضربات الفخذ، واستخدام المرفقين والركبتين بشكل منتظم، بالإضافة إلى الرميات، والقبضات، والخنق، والأقفال باستثناء معصم الوقوف أو الطيران. يعد الفارق الرئيسي بين قتال السامبو ورياضة الجوجيتسو البرازيلية بصرف النظر عن تقنيات الضرب، هو أن قواعد السامبو لا تسمح باللجوء إلى القتال الأرضي من جانب واحد دون رميات أو مناورات قتالية أخرى.[6]

## اللباس الخاص والترتيب
على غرار المصارعة، يرتدي ممارس السامبو عادة إما زي المنافسة الأحمر أو الأزرق. الجزء العلوي والحزام مستوحى من الجودو، لكن به حلقات حزام وأحزمة كتف وسراويل قصيرة كلباس المصارعة، وأحذية تتناسب مع لون الزي الرسمي. زي السامبو لا يعكس الرتبة أو التصنيف التنافسي. تتطلب قواعد الرياضة من الرياضي أن يكون لديه مجموعات إما حمراء أو زرقاء لتمييز المنافسين بصريًا على السجادة.
يشبه أيضًا نظام تصنيف المصارعة المستخدم في روسيا، يتم استخدام نظام تصنيف تنافسي (بدلاً من نظام تصنيف لون الحزام المستخدم في الجودو والجوجيتسو). تقوم المنظمات الرياضية المختلفة بتوزيع هذه الرتب على مستويات عالية من الإنجاز في المنافسة أو في بعض الحالات مزايا التدريب. يُعرف الأشخاص الذين حصلوا على هذه الرتب باسم «سادة الرياضة». المؤسسات التي تمنح لقب «ماجستير الرياضة» في روسيا تشمل FIAS، وFKE، بالإضافة للاتحاد الدولي للقتال سامبو. يوجد في دول أخرى هيئات إدارية تمنح «الماجستير في الرياضة» أيضًا، مثل جمعية السامبو الأمريكية في الولايات المتحدة.